# Вильлу
Вильлу́ (фр. Villeloup) — коммуна во Франции, находится в регионе Шампань — Арденны. Департамент — Об. Входит в состав кантона Труа-4. Округ коммуны — Труа.
Код INSEE коммуны — 10414.
Коммуна расположена приблизительно в 125 км к юго-востоку от Парижа, в 80 км юго-западнее Шалон-ан-Шампани, в 17 км к северо-западу от Труа.

## Население
Население коммуны на 2008 год составляло 130 человек.
| 1962 | 1968 | 1975 | 1982 | 1990 | 1999 | 2008 |
| ---- | ---- | ---- | ---- | ---- | ---- | ---- |
| 96   | 97   | 78   | 106  | 119  | 110  | 130  |

## Экономика

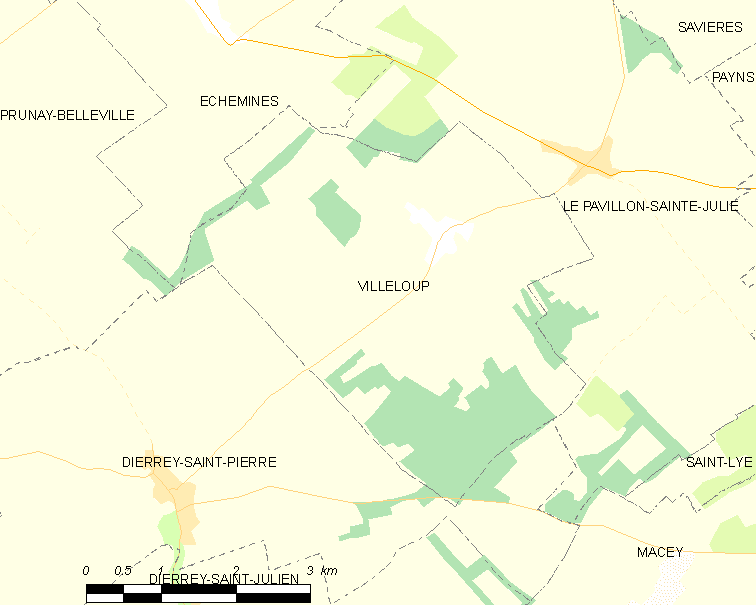
Карта коммуны

В 2007 году среди 83 человек в трудоспособном возрасте (15—64 лет) 72 были экономически активными, 11 — неактивными (показатель активности — 86,7 %, в 1999 году было 82,6 %). Из 72 активных работали 67 человек (38 мужчин и 29 женщин), безработных было 5 (2 мужчины и 3 женщины). Среди 11 неактивных 4 человека были учениками или студентами, 2 — пенсионерами, 5 были неактивными по другим причинам.